# Giuliana Penzi
Giuliana Penzi (née le 1er octobre 1918 à Ravenne, en Émilie-Romagne, et morte le 17 janvier 2008 à Rome) était une danseuse et chorégraphe italienne, qui fut première ballerine du ballet de l'Opéra de Rome et directrice de l'Accademia Nazionale di Danza.

## Biographie
Giuliana Penzi entre, en 1927, à l'école de ballet de la Scala, à Milan, qu'elle abandonne en 1935 pour suivre Jia Ruskaja, dont elle devient la collaboratrice à l'école de danse fondée à Rome en 1940.